# クダヤガラ科
クダヤガラ科（学名：Aulorhynchidae）は、トゲウオ目に所属する魚類の分類群の一つ。クダヤガラなど沿岸の浅い海で生活する海水魚のみ、2属2種が記載される。

## 分布・生態
クダヤガラ科は2種のみを含む小さなグループで、いずれも北太平洋に限局して分布する。クダヤガラ Aulichthys japonicus は日本および韓国の近海、チューブスナウト Aulorhynchus flavidus はアラスカからカリフォルニアにかけての北アメリカ沿岸に生息する。
クダヤガラ類は浅い海の岩礁・藻場で生活し、アミなどの甲殻類や小魚を主に捕食する。しばしば大きく濃密な群れを形成するが、食用魚として利用されることはほとんどない。ホヤの体腔に産卵する習性が知られている。

## 形態
クダヤガラ科の仲間は細長い筒状の体型をもち、最大で17cmにまで成長する。体側には骨性の甲板が一列に並ぶ。チューブスナウトは1棘4軟条の腹鰭をもつ一方、クダヤガラは腹鰭を欠く。
背鰭は24-26本の独立した短い棘条と、約10本の軟条で構成される。尾鰭には13本の鰭条を備え、鰓条骨は4本、椎骨は52-56個。

## 分類
クダヤガラ科にはNelson（2016）の体系において2属2種が認められている。Nelson（2016）ではトゲウオ亜目をカサゴ目に分類している。
- クダヤガラ属 Aulichthys

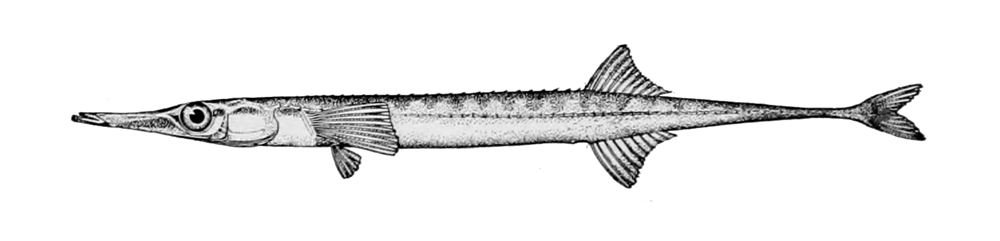
チューブスナウト（Aulorhynchus flavidus）。細長く円筒状の体つきは、本科魚類の特徴である。本種は腹鰭をもつことで、クダヤガラと鑑別される

  - クダヤガラ Aulichthys japonicus
- Aulorhynchus 属
  - チューブスナウト Aulorhynchus flavidus